# デビッド・スタインマン

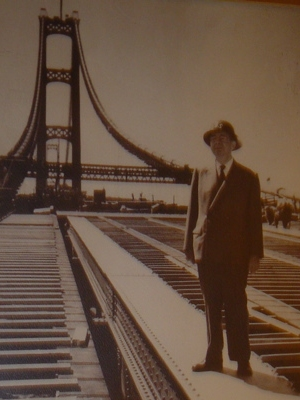
マキナック橋とスタインマン

デビッド・バーナード・スタインマン（David Bernard Steinman、1886年6月11日 - 1960年8月21日）は、アメリカ合衆国の構造エンジニアである。マキナック橋の設計や多数の著書や詩作で知られる。アメリカ国内だけでなく、タイ、イギリス、イタリア、ハイチ、プエルトリコ、カナダ、韓国、イラクの橋にも携わっている。

## 生い立ち
スタインマンはユダヤ系移民の子として生まれた。彼の家族や幼年期については、6人の兄弟がいた程度のことしかわかっておらず、生まれ年や生まれた地についてはいくつかの説がある。ある説はロシアの（現在のベラルーシ）のブレストのチョムスク（Khomsk）でアシュケナジム・ユダヤ人の家庭生まれで、1890年代に家族でアメリカに移民したとする。また、スタインマン本人およびウイリアム・ラティガン（William Ratigan）は1887年ニューヨーク生まれとしている。
生まれは明確ではないが、育ったのはニューヨークのマンハッタン最南端（ロワ・マンハッタン）、ブルックリン橋の近くであった。ウィリアムズバーグ橋が建設中であり、19世紀末から20世紀初頭にかけてはその周辺に特筆すべき橋がいくつも架けられた時代でもあった。スタインマンは、後年、橋に興味を持ったのはそのためであると語っている。
スタインマン家は裕福ではなかったので、スタインマンは1906年 にニューヨーク市立大学シティカレッジを首席で卒業した後、 コロンビア大学で学び、1909年には修士、1911年には土木工学の分野でPh.D.を取得したほか、三つの分野で学位を取得している。Ph.D.取得論文は鋼鉄製アーチ橋のヘンリー・ハドソン橋（Henry Hudson Bridge）の設計であった。コロンビア大学在学中、シティカレッジとスタインヴェセント高校（Stuyvesant High School）で夜間に講義を持っていた。1910年から1914年まではアイダホ大学で教えたが、スタインマンはニューヨークに戻ることを望んでいた。

## キャリアのスタート

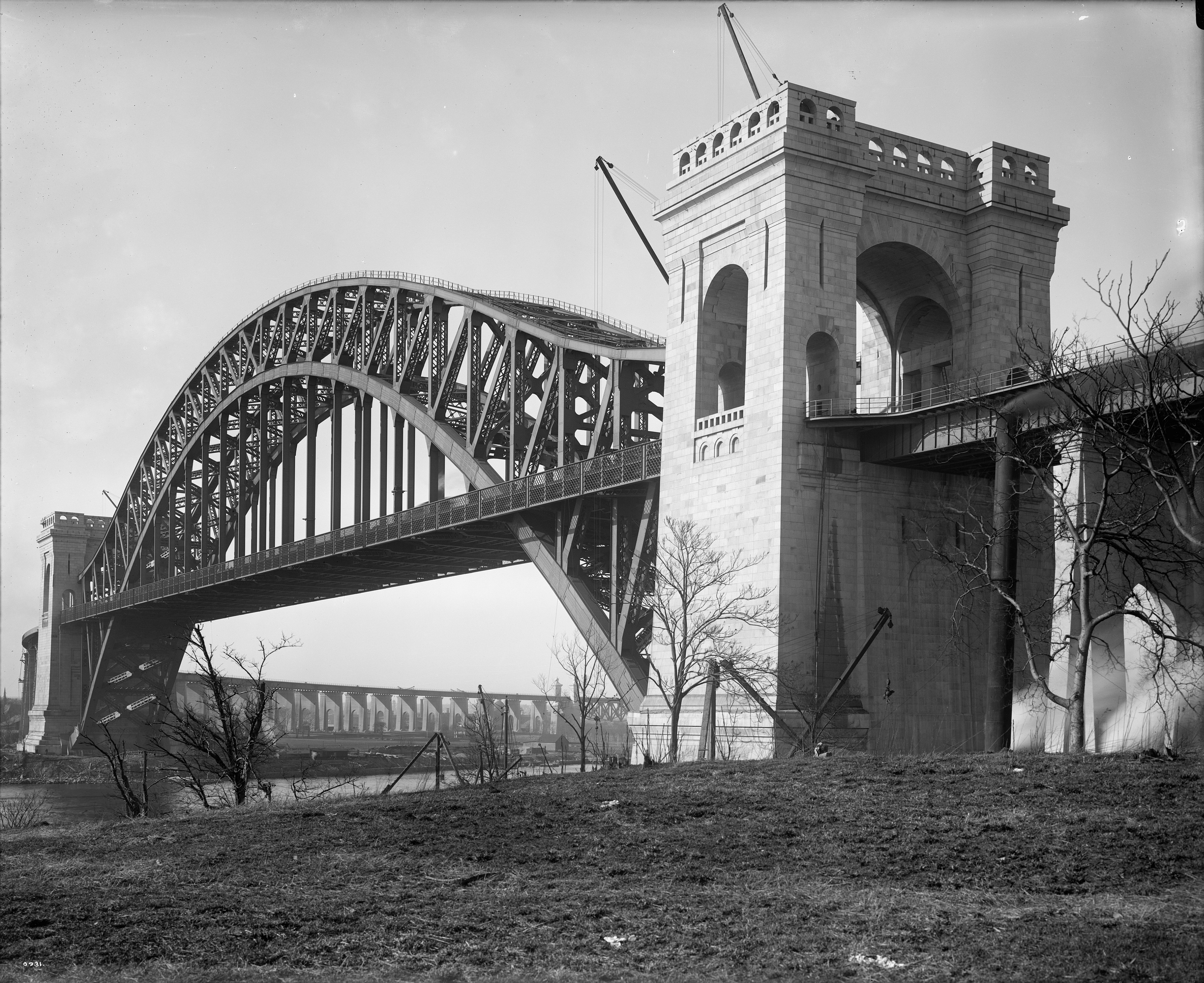
建設当初のヘルゲート橋

スタインマンは、ヘルゲート橋に携わっていたグスタフ・リンデンタール（Gustav Lindenthal）にコンタクトを取り、その補助をするためにスタインマンはニューヨークに戻った。同道したのは、のちにジョージ・ワシントン・ブリッジの設計者となるオスマー・アマン（Othmar_Ammann）やほかの若い橋梁エンジニアであった。このときにともに働いたことから、40年以上におよぶライバル関係が誕生した。当時の収入は、月収200アメリカ合衆国ドルから225ドルであった。リンデンタールは弟子たるスタインマンたちに、エンジニアリングの何たるかをこう教えた。「橋梁の設計は易しい。しかし、経済的な設計は難しい」。
リンデンタールの元でオハイオ川を渡るスキオットビル橋（Sciotoville_Bridge）に携わったあと、スタインマンはロンドウト・クリーク橋（Kingston–Port Ewen Suspension Bridge）のアシスタント・エンジニアに転じ、次いでニューヨーク・セントラル鉄道に転じた。

## ロビンソンとスタインマン
1920年5月、ホルトン・ロビンソン（Holton D. Robinson、1863年－1945年。ウィリアムズバーグ橋の設計者）が、協同でブラジルのエルシーリオ・ルース橋（Hercilio Luz Bridge、Florianópolis橋（フロリアノーポリス橋）とも）の設計コンペに参加しないかと呼びかけてきた。建築家であるチャールズ・フォウラー（Charles Fowler）に相談したあと、スタインマンはこの申し出を受け、1921年に協同でロビンソン・アンド・スタインマンを設立した。このパートナーシップは1940年代まで続いた。
彼らはすぐに契約を勝ち取ることはできなかったが、このプロジェクトや他のものに働きかけ続けた。1920年代初期は社会情勢から橋梁建設が困難な時期でもあった。そのため、スタインマンはアーティスティックなものよりは経済的な橋をめざした。たとえば、ロビンソンとスタインマンは吊橋であるエルシーリオ・ルース橋のオリジナルプランを変更し、メインケーブルの代わりにアイバーと称するピンで結合された帯状のチェーンを使い、それをもって補剛桁の上弦を兼ねることを案出した。この方式は、オリジナルのプランよりも材料を大幅に減らすことができる上に堅牢製（耐風性）も向上することができた。これにより、スタインマンは橋梁エンジニアとしての名声を得ることができた。
1920年代から1930年代にかけてはとても多忙な日々を送った。その間に主として次のようなプロジェクトに関わった。
- エルシーリオ・ルース橋 - 1926年。吊橋。
- カークィネス・ストレート橋（Carquinez_Bridge） - 1927年。当時、アメリカ第2位の長さのカンチレバートラス橋。
- マウント・ホープ橋（Mount_Hope_Bridge） - 1929年。吊橋。
- グランド・メア吊橋（Grand Mère Suspension Bridge） - 1929年。吊橋。
- セント・ジョーンズ橋（St._Johns_Bridge） - 1931年
- ワルド・ハンコック橋（Waldo-Hancock_Bridge） - 1931年
- スカイ・ライド（Sky_Ride） - 1933年。シカゴ万国博覧会_(1933年) におけるアトラクション。
- ヘンリー・ハドソン橋（Henry_Hudson_Bridge） - 1936年。スタインマンのPh.D.論文に基づく。
- ウェルズリー・アンド・ヒル・アイランド橋（Wellesley and Hill Islands Bridge） - 1938年
- ウェルズリー・アイランド吊橋（Wellesley Island Suspension Bridge） - 1938年
- ジョルジナ・アイランド橋（Georgina Island Bridge） - 1938年
- ディア・アイル橋（Deer Isle Bridge） - 1939年
- サリバン・ハットソンビル橋（Sullivan-Hutsonville Bridge） - 1939年。

スタインマンは、多くの橋を設計しただけでなく、事務所が契約を勝ち取れなかったいくつかのプロジェクトにもコンサルタントとして関わった。「ギャロッピング・ガーティ」と称され、1940年11月7日に風のために落橋したタコマナローズ橋についての調査も知られている。
1920年代に、スタインマンは吊橋の振動が増加することについての研究を進めていた。しかし、彼の設計が採用されることはなく、それに対して不満を抱いていた。1938年、彼は米国土木学会の構造物分会で、すでに着工されていたタコマナローズ橋の設計者を聴衆に迎えて調査結果を発表した。やがて、実際にタコマナローズ橋は落橋した。スタインマンは、サウザンド・アイランド橋において、ケーブルステーを主塔下部からケーブルに向けて斜めに架けることで吊橋の振動を抑える方法を採用し、実際に振動を抑えることに成功していたのだが、それが採用されることのなかったタコマナローズ橋は落橋している。このことは、スタインマンの設計の考え方に重大な影響を及ぼした、と彼は書き残している。
スタインマンの代表作としては、時速365マイルの風（風速約163メートル）に耐えられるマキナック橋が想起されるが、スタインマン自身は、自分がもっとも思い入れのある橋としてセント・ジョーンズ橋を挙げている。
この間、スタインマンはアメリカエンジニア協会（American Association of Engineers）の会長となり、同時に厳格な教育と職業に対する倫理的な規範を持つべしという運動をした。また1934年にはアメリカプロフェッショナルエンジニア協会（National Society of Professional Engineers、NSPE）を設立し、初代会長となった。1930年代半ばまでに、スタインマンはアメリカの橋梁エンジニアとしての、卓越したプロフェッショナルとしての名声を得ていた。とくに長スパンの吊橋、彼の設計による橋は、ライバルであるオスマー・アマンのジョージ・ワシントン橋（1931年）やジョセフ・ストラウスのゴールデンゲートブリッジ（1937年）の影に隠れてしまった。スタインマンの提案による、ニューヨーク・セントラル鉄道のクロス・ハーバー橋（リバティ橋）は、1940年のタコマナローズ橋の落橋による吊橋への疑念から、採用には至らなかった。

## 戦後の業績

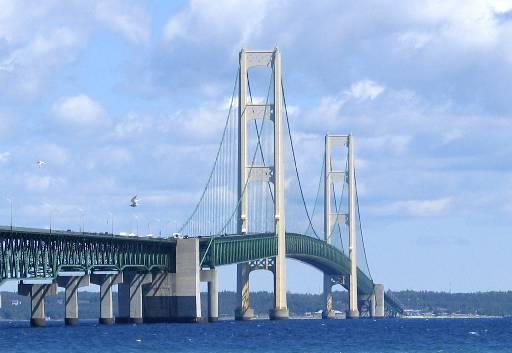
マキナック橋

1948年から、スタインマンと事務所はブルックリン橋の改修を担当した。そして彼の業績としてもっとも有名なマキナック橋の設計にかかった。1950年、ミシガン州議会により、マキナック橋建設のため検討委員会に招聘された。その検討委員会のエンジニアたちは、ミシガン大学工学部長、アイバン・クロウフォード（Ivan C.Crawford）によって選定されたものであった。しかし、スタインマンの健康は優れなくなっており、1952年には心臓発作を起こす。同年、議会は資金調達を承認。そのような中で、スタインマンはマキナック橋の建設に深く関わることになり、1957年、完成する。同年、スタインマンは シチリアのメッシーナ海峡を中央径間1524メートルの渡る壮大な橋を提案している（現在に至るまで橋は架けられていない）ほか、連続トラス構造のキングストン・ラインクリフ・ブリッジを完成させている。
1957年、フランクリン・インスティテュート（（Franklin_Institute））からメダルを授与された。
1960年、死去。死去時には技術史学会の会長を務めていた。また、彼の事務所は1988年よりパーソン・トランスポーテーション・グループの一部となっている。

## 詩作
63歳のとき、スタインマンは詩作に興味を抱いた。多くの人々が、彼の作った橋そのものが詩であると書き送ったことがそのきっかけとなった。彼の橋を架けることへの愛が、彼の書くものに反映された。たとえばThe Bridge、I Built a Bridgeといったタイトルにそれが見える。スタインマンの詩は多くの賞を受け、多くの新聞や雑誌に掲載された。彼の指導力は詩の世界でも八基され、ウイスコンシン詩作連盟の代表となったほか、ニューヨーク詩作学会の理事にもなった。